# みすずりえ
みすず りえは、日本の女性声優。フリー。

## 経歴
CHK声優センター、映像テクノアカデミア出身。

## 人物
好きなものはカワウソとお絵描きと米。

## 出演作品

### ゲーム
- ゴシックは魔法乙女〜さっさと契約しなさい!〜（マナカ[1]）
- ZOID:Out〜鍛冶屋の物語（アフラ、ゲイル）

### 吹き替え

#### 映画
- ZOMBEEゾンビー〜最凶ゾンビ蜂襲来〜（カサンドラ）
- プリズン・エクスペリメント（クリスティーナ・マスラック博士〈オリヴィア・サールビー〉

#### アニメ
- スーパーブック
- マイリトルポニー〜トモダチは魔法〜（ピンキーパイ（シーズン3 - 6）、プリンセスルナ）
  - マイリトルポニー〜虹の終わりの町〜（ピンキーパイ、プリンセスルナ）